# 630-as busz
A 630-as számú elővárosi autóbusz Bugyi és Budapest (Népliget) között közlekedik.

## Megállóhelyei
| 630 (Budapest, Népliget autóbusz-pályaudvar – Alsónémedi – Bugyi, Ipari Park) | 630 (Budapest, Népliget autóbusz-pályaudvar – Alsónémedi – Bugyi, Ipari Park) | 630 (Budapest, Népliget autóbusz-pályaudvar – Alsónémedi – Bugyi, Ipari Park) | 630 (Budapest, Népliget autóbusz-pályaudvar – Alsónémedi – Bugyi, Ipari Park) | 630 (Budapest, Népliget autóbusz-pályaudvar – Alsónémedi – Bugyi, Ipari Park) | 630 (Budapest, Népliget autóbusz-pályaudvar – Alsónémedi – Bugyi, Ipari Park) | 630 (Budapest, Népliget autóbusz-pályaudvar – Alsónémedi – Bugyi, Ipari Park) | 630 (Budapest, Népliget autóbusz-pályaudvar – Alsónémedi – Bugyi, Ipari Park) |
| Perc (↓)                                                                      | Perc (↓)                                                                      | Megállóhely                                                                   | Perc (↑)                                                                      | Átszállási kapcsolatok |                                                                               |                                                                               |                                                                               |
| ----------------------------------------------------------------------------- | ----------------------------------------------------------------------------- | ----------------------------------------------------------------------------- | ----------------------------------------------------------------------------- | --- | ----------------------------------------------------------------------------- | ----------------------------------------------------------------------------- | ----------------------------------------------------------------------------- |
| 0                                                                             | 0                                                                             | Budapest, Népliget autóbusz-pályaudvar végállomás                             | 70                                                                            | 1, 1A 83 254E 607, 608, 626, 628, 629, 631, 632, 633, 635, 636, 650, 653, 654, 655, 656, 657, 659, 660, 661, 679, 705 1080, 1081, 1085, 1087, 1090, 1092, 1094, 1110, 1111, 1113, 1115, 1120, 1121, 1125, 1131, 1134, 1136, 1172, 1173, 1174, 1175, 1176, 1177, 1183, 1184, 1185, 1188, 1189, 1190, 1193, 1194, 1201, 1205, 1212, 1215, 1216, 1229, 1251, 1253, 1254, 1257, 1268 |                                                                               |                                                                               |                                                                               |
| ∫                                                                             | ∫                                                                             | Budapest, Mester utca / Könyves Kálmán körút (csak leszállás céljából)        | 65                                                                            | 1, 2B, 51, 51A 281 |                                                                               |                                                                               |                                                                               |
| ∫                                                                             | ∫                                                                             | Budapest, Közvágóhíd (Kvassay Jenő út) (csak leszállás céljából)              | 64                                                                            | 1, 2, 24 54, 55, 179, 223E, 224, 224E, 255E |                                                                               |                                                                               |                                                                               |
| 6                                                                             | 6                                                                             | Budapest, Koppány utca (csak felszállás céljából)                             | ∫                                                                             | |                                                                               |                                                                               |                                                                               |
| 11                                                                            | 11                                                                            | Budapest, Timót utca / Soroksári út                                           | 59                                                                            | 224 627, 631, 632, 635, 636, 650, 653, 654, 655, 659, 661 |                                                                               |                                                                               |                                                                               |
| 13                                                                            | 13                                                                            | Budapest, Pesterzsébet felső                                                  | 56                                                                            | 66, 66B, 224, 224E 626, 627, 628, 629, 631, 632, 635, 636, 650, 653, 654, 655, 659, 660, 661 1080, 1110 |                                                                               |                                                                               |                                                                               |
| 15                                                                            | 15                                                                            | Budapest, Pesterzsébet vasútállomás                                           | 54                                                                            | 66, 66B, 119, 151, 166 631, 632, 635, 636, 650, 653, 654, 655, 659, 661 |                                                                               |                                                                               |                                                                               |
| 17                                                                            | 17                                                                            | Budapest, Festékgyár                                                          | 51                                                                            | 66, 66B, 66E, 166 627, 631, 632, 635, 636, 650, 653, 654, 655, 659, 661 |                                                                               |                                                                               |                                                                               |
| 20                                                                            | 20                                                                            | Budapest, Soroksár, Hősök tere                                                | 49                                                                            | 66, 66B, 66E, 135, 166 626, 627, 628, 629, 631, 632, 635, 636, 650, 653, 654, 655, 659, 660, 661 1080, 1110 |                                                                               |                                                                               |                                                                               |
| 22                                                                            | 22                                                                            | Budapest, Zsellér dűlő                                                        | 45                                                                            | 66, 66B, 66E, 135 626, 627, 628, 629, 631, 632, 635, 636 |                                                                               |                                                                               |                                                                               |
| 24                                                                            | 24                                                                            | Budapest, Ócsai úti felüljáró                                                 | 43                                                                            | 66, 66B, 66E 631, 632, 635, 636 |                                                                               |                                                                               |                                                                               |
| 25                                                                            | 25                                                                            | Budapest, Központi raktárak                                                   | 42                                                                            | 66, 66B, 66E 626, 627, 628, 629, 631, 632, 635, 636 |                                                                               |                                                                               |                                                                               |
| 27                                                                            | 27                                                                            | Budapest, Transzformátor állomás                                              | 40                                                                            | 631, 635, 636 |                                                                               |                                                                               |                                                                               |
| Budapest–Alsónémedi közigazgatási határa                                      |                                                                               |                                                                               |                                                                               | |                                                                               |                                                                               |                                                                               |
| 29                                                                            | 29                                                                            | Alsónémedi, Penny Market                                                      | 35                                                                            | 631, 636 |                                                                               |                                                                               |                                                                               |
| 31                                                                            | 31                                                                            | Alsónémedi, Temető                                                            | 33                                                                            | 631, 636 |                                                                               |                                                                               |                                                                               |
| 33                                                                            | 33                                                                            | Alsónémedi, Árpád utca                                                        | 31                                                                            | 626, 627, 628, 629, 631, 636 1080 |                                                                               |                                                                               |                                                                               |
| 35                                                                            | 35                                                                            | Alsónémedi, Árpád utca 59.                                                    | 29                                                                            | 626, 627, 628, 631, 636 1080 |                                                                               |                                                                               |                                                                               |
| 37                                                                            | ∫                                                                             | Alsónémedi, Nefelejcs utca                                                    | ∫                                                                             | 631, 633 |                                                                               |                                                                               |                                                                               |
| 39                                                                            | 37                                                                            | Alsónémedi, Haraszti utca 81.                                                 | 27                                                                            | 626, 627, 628, 631, 633, 636 1080 |                                                                               |                                                                               |                                                                               |
| 41                                                                            | 39                                                                            | Alsónémedi, Haraszti utca 13.                                                 | 25                                                                            | 626, 627, 628, 631, 633, 636 1080 |                                                                               |                                                                               |                                                                               |
| 43                                                                            | 41                                                                            | Alsónémedi, Szabadság tér                                                     | 23                                                                            | 626, 627, 628, 629, 631, 633, 636 1080, 1081, 1090 |                                                                               |                                                                               |                                                                               |
| 45                                                                            | 43                                                                            | Alsónémedi, ócsai elágazás                                                    | 21                                                                            | 631, 633, 636 |                                                                               |                                                                               |                                                                               |
| Alsónémedi–Ócsa közigazgatási határa                                          |                                                                               |                                                                               |                                                                               | |                                                                               |                                                                               |                                                                               |
| 49                                                                            | 47                                                                            | Bugyi elágazás                                                                | 17                                                                            | 626, 627, 628, 629 |                                                                               |                                                                               |                                                                               |
| Ócsa–Bugyi közigazgatási határa                                               |                                                                               |                                                                               |                                                                               | |                                                                               |                                                                               |                                                                               |
| 52                                                                            | 50                                                                            | Felsőrádai Varga tanya                                                        | 14                                                                            | |                                                                               |                                                                               |                                                                               |
| 56                                                                            | 54                                                                            | Bugyi, Lengyel utca                                                           | 10                                                                            | |                                                                               |                                                                               |                                                                               |
| 57                                                                            | 55                                                                            | Bugyi, felső                                                                  | 9                                                                             | |                                                                               |                                                                               |                                                                               |
| 59                                                                            | 57                                                                            | Bugyi, Piac tér                                                               | 7                                                                             | 632, 640, 644, 645 |                                                                               |                                                                               |                                                                               |
| 60                                                                            | 58                                                                            | Bugyi, községháza                                                             | 6                                                                             | 632, 640, 643, 644, 645 |                                                                               |                                                                               |                                                                               |
| 62                                                                            | 60                                                                            | Bugyi, Hatház utca                                                            | 4                                                                             | 632, 640, 643, 644, 645 |                                                                               |                                                                               |                                                                               |
| 64                                                                            | 62                                                                            | Bugyi, dabasi útelágazás                                                      | 2                                                                             | 632, 640, 643, 644, 645 |                                                                               |                                                                               |                                                                               |
| 66                                                                            | 64                                                                            | Bugyi, Ipari Park végállomás                                                  | 0                                                                             | 632, 640, 643, 644, 645 |                                                                               |                                                                               |                                                                               |